# Euphorbia cowellii
Euphorbia cowellii là một loài thực vật có hoa trong họ Đại kích. Loài này được (Millsp. ex Britton) Oudejans mô tả khoa học đầu tiên năm 1989.